# 小瓣谷精草
小瓣谷精草（学名：Eriocaulon nantoense var. micropetalum）为谷精草科谷精草属下的一个变种。

## 扩展阅读
- 維基物種上的相關：小瓣谷精草